# Gratkorner Becken
Das Gratkorner Becken, auch Gratweiner Becken, Gratwein-Gratkorner Becken respektive Gratkorn-Gratweiner Becken, ist ein inneralpiner Talabschnitt der Mur nördlich von Graz, der sich zum Weststeirischen Riedelland hin öffnet.
Das Herzstück des im Mittleren Murtal gelegenen Gratkorner Beckens besteht aus  fluvioglazialen Akkumulationen, die nach den Kaltzeiten angeschüttet wurden. Der östliche und südwestliche Teil des Beckens bestehen hingegen aus tertiärem Lockermaterial und ähneln daher den Riedelländern des Vorlandes. Die Talweitung wird heute weitgehend von Siedlungs-, Verkehrs- und Industrieflächen eingenommen. Das Reiner Becken ist ein im Nordwesten anschließendes Nebenbecken.

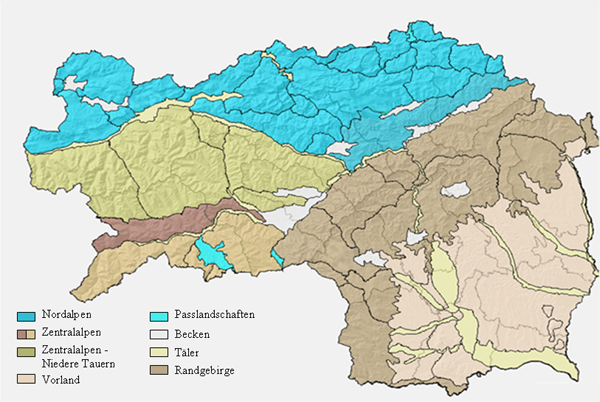
Das Gratkorner Becken als knapp inneralpines kleines Becken nordwestlich des Grazer Felds

## Bilder
|  |  |